# River City Ransom
River City Ransom es un videojuego de acción lanzado en 1989 para consola NES y otras plataformas desarrollado por Technos. La versión europea fue conocida como Street Gangs.
Es el tercer juego de la serie Kunio-kun de Technos lanzado para NES, precedido por Renegade y Super Dodge Ball. Como sus predecesores, River City Ransom sufrió grandes cambios en la historia y presentación gráfica para volverlo más atractivo ante el mercado occidental.
Han sido lanzados remakes del juego para consolas como PC Engine y Game Boy Advance. La versión NES del juego fue relanzada en la Consola Virtual de Wii en 2008, en la Consola Virtual de 3DS en 2013, y formó parte de la biblioteca inicial de juegos de NES de Nintendo Switch Online en 2018.

## Pandillas
En este juego también hay pandillas:
- Generic Dudes: Azul claro
- Frat Guys: Rosa
- Home Boys: Verde brillante
- Greasers: Ropa Greaser (Inglés) (Negro, Azul)
- Jocks: Verde claro
- Mobs: Grises
- Cowboys: Azul oscuro
- Internationals: Verde oscuro
- The Plague: Rojo
- Squids: Marrón

## Armas
En el juego se pueden utilizar diversos tipos de objetos tanto como armas de ataque como de defensa (por ejemplo, utilizar un palo para detener una piedra arrojada mediante un golpe):
- Piedra
- Puño americano
- Bate
- Tubo de metal
- Cadena de bicicleta
- Llanta
- Caja de madera (probablemente de fruta)
- Cubo de basura

- Datos: Q1194412